# Snježnica i Konavosko polje

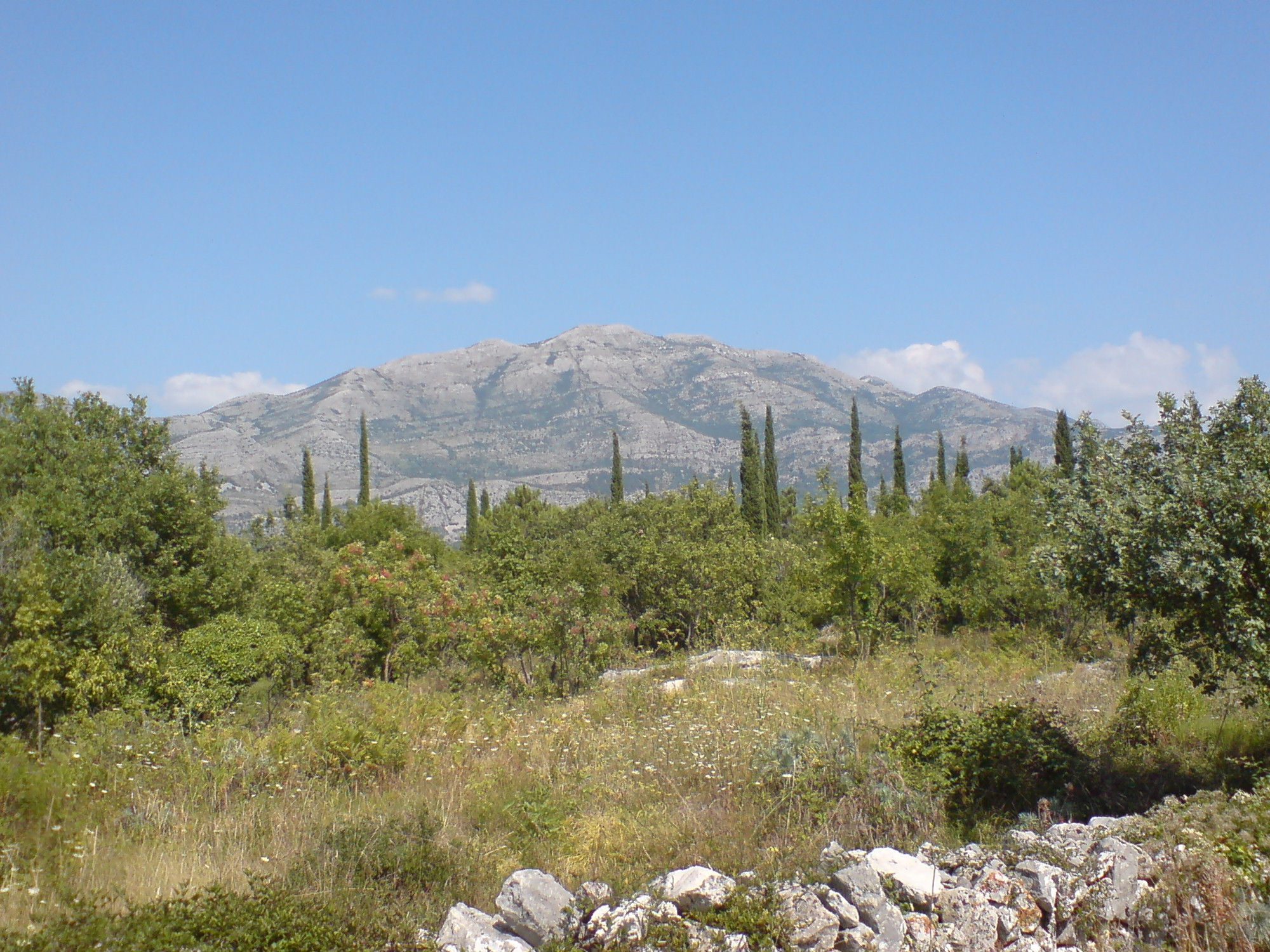
Blick zum Snježnica-Gipfel

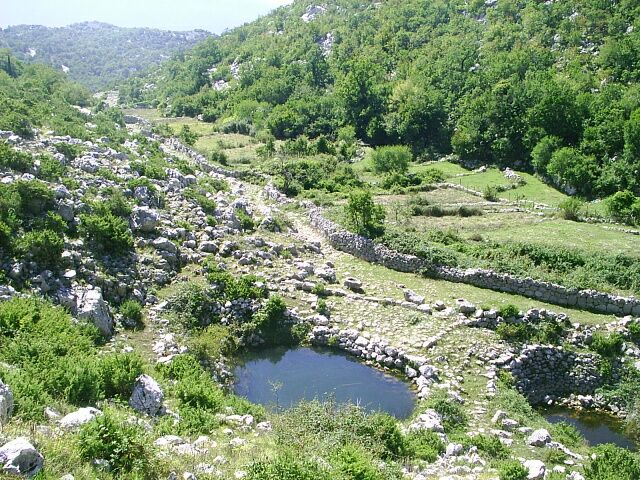
Landschaft im Schutzgebiet

Das FFH-Gebiet Snježnica i Konavosko polje liegt in der Gespanschaft Dubrovnik-Neretva im Süden Kroatiens. Das etwa 112,5 km² große Schutzgebiet umfasst das fast 1300 m. i. J. hohe Snježnica-Massiv und das vorgelagerte Konavosko-Ebene. Durch die Ebene fließen drei größere Bäche und zahlreiche kleinere Gräben, wobei nur der Fluss Ljuta permanent Wasser führt. Die Ebene war früher von Feuchtgebieten geprägt, ist heute aber weitgehend entwässert und landwirtschaftlich genutzt.
Neben den unten aufgeführten FFH-Arten ist das Gebiet für zahlreiche andere, teils endemische Arten von besonderer Bedeutung, wie z. B. die Gemeine Alraune, das Affen-Knabenkraut, die Pillen-Brennnessel, der Feuerfalter Lycaena ottomanus, die Scharlachlibelle und die Schattenlibelle.

## Schutzzweck

### Lebensraumtypen
Folgende Lebensraumtypen nach Anhang I der FFH-Richtlinie sind für das Gebiet gemeldet:
| EU Code | * | Lebensraumtyp (offizielle Bezeichnung)                                                       | Fläche [ha] |
| ------- | - | -------------------------------------------------------------------------------------------- | ----------- |
| 62A0    |   | Östliche sub-mediterrane Trockenrasen (Scorzoneratalia villosae)                             |             |
| 8120    |   | Kalk- und Kalkschieferschutthalden der montanen bis alpinen Stufe (Thlaspietea rotundifolii) |             |
| 8210    |   | Kalkfelsen mit Felsspaltenvegetation                                                         |             |
| 8310    |   | Nicht touristisch erschlossene Höhlen                                                        |             |

### Arteninventar
Folgende Arten von gemeinschaftlichem Interesse sind für das Gebiet gemeldet:
| Bild                         | EU Code | * | Art                              | wissenschaftlicher Name   | Artengruppe           |
| ---------------------------- | ------- | - | -------------------------------- | ------------------------- | --------------------- |
| Dohlenkrebs                  | 1092    |   | Dohlenkrebs                      | Austropotamobius pallipes | Krebse                |
|                              | 6338    |   | Martino-Schneemaus               | Dinaromys bogdanovi       | Säugetiere            |
| Leopardnatter                | 1279    |   | Vierstreifennatter               | Elaphe quatuorlineata     | Reptilien             |
| Leopardnatter                | 1293    |   | Leopardnatter                    | Elaphe situla             | Reptilien             |
| Europäische Sumpfschildkröte | 1220    |   | Europäische Sumpfschildkröte     | Emys orbicularis          | Reptilien             |
| Westkaspische Schildkröte    | 2373    |   | Westkaspische Schildkröte        | Mauremys rivulata         | Reptilien             |
| Langflügelfledermaus         | 1310    |   | Langflügelfledermaus             | Miniopterus schreibersii  | Säugetiere            |
|                              | 1307    |   | Kleines Mausohr                  | Myotis blythii            | Säugetiere            |
| Wimperfledermaus             | 1321    |   | Wimperfledermaus                 | Myotis emarginatus        | Säugetiere            |
| Europäische Sumpfschildkröte | 1129    |   | Elritzen der Gattung Phoxinellus | Phoxinellus spp.          | Fische und Rundmäuler |
| Mittelmeer-Hufeisennase      | 1305    |   | Mittelmeer-Hufeisennase          | Rhinolophus euryale       | Säugetiere            |
| Große Hufeisennase           | 1304    |   | Große Hufeisennase               | Rhinolophus ferrumequinum | Säugetiere            |
| Squalius svallize            | 6347    |   |                                  | Squalius svallize         | Fische und Rundmäuler |
| Griechische Landschildkröte  | 1217    |   | Griechische Landschildkröte      | Testudo hermanni          | Reptilien             |